# Chilozela
Chilozela és un gènere d'arnes monotípic de la família Crambidae. Conté només una espècie, Chilozela trapeziana, que es troba des de Costa Rica al sud fins al Perú.
Les larves s'alimenten de les fulles de Manihot esculenta.